# Kielhackensiepen
Der Kielhackensiepen ist ein 922 Meter langer, orografisch rechter Nebenfluss der Möhne im nordrhein-westfälischen Brilon, Deutschland.

## Geographie
Der Bach entspringt etwa 3 km nördlich von Scharfenberg auf einer Höhe von 450 m ü. NN. Von hier aus fließt er zunächst in südwestliche Richtungen. Im weiteren Verlauf ändert sich die Flussrichtung in überwiegend westliche Richtungen. An der Bundesstraße 516 mündet der Kielhackensiepen auf einer Höhe von 350 m ü. NN rechtsseitig in die Möhne. Bei einem Höhenunterschied von 100 Metern beträgt das mittlere Sohlgefälle 108,5 ‰. Das etwa 33,7 ha große Einzugsgebiet wird über Möhne, Ruhr und Rhein zur Nordsee entwässert.